# Confolent-Port-Dieu
Confolent-Port-Dieu – miejscowość i gmina we Francji, w regionie Nowa Akwitania, w departamencie Corrèze.
Według danych na rok 1990 gminę zamieszkiwało 38 osób, a gęstość zaludnienia wynosiła 4 osoby/km² (wśród 747 gmin Limousin Confolent-Port-Dieu plasuje się na 542. miejscu pod względem liczby ludności, natomiast pod względem powierzchni na miejscu 566.).

## Populacja

Populacja Confolent-Port-Dieu w latach 1962–2008